# Wizernes
Wizernes é uma comuna francesa na região administrativa de Altos da França, no departamento de Pas-de-Calais. Estende-se por uma área de 6,16 km². Em 2010 a comuna tinha 3 324 habitantes (densidade: 539,6 hab./km²).